# Doris Gutiérrez
Doris Alejandrina Gutiérrez (sinh ngày 21 tháng 8 năm 1947) là một luật sư và chính trị gia người Honduras. Bà hiện là đại diện của Quốc hội Honduras thuộc Đảng Đổi mới và Thống nhất. Trong văn hóa Honduras phổ biến, Gutiérrez có biệt danh là "Đại diện Dancing".

## Tiểu sử
Doris Gutiérrez sinh ngày 21 tháng 8 năm 1947 tại Comayagüela, và là con gái của Martha Gutiérrez và Armando Uclés Sierra, và em gái của José de la Paz Herrera,. Bà được mẹ và bà ngoại nuôi dưỡng. Gutiérrez hoàn thành các nghiên cứu chính của mình tại Đại học José Cecilio del Valle, sau đó tốt nghiệp Học viện Sacred Heart ở Tegucigalpa với tư cách là một giáo viên có điểm cao, tiếp tục giành được danh hiệu học tập cao hơn trong khi học tập. Bà tìm thấy bàng việc giảng dạy đầu tiên của mình ở Trinidad, ở Santa Bárbara, và sẽ làm việc ở đây trong 14 năm giảng dạy. Trong khi làm việc với lao động có tổ chức, bà quyết định tham gia chính trị và vào năm 1995, bà gia nhập Đảng Thống nhất Dân chủ làm phó thay thế Matías Fúnez.
Vào tháng 12 năm 2015, Gutiérrez đã được Viện Thẩm định Mexico trao Giải thưởng Maya.
 Vào đầu tháng 3 năm 2016, Gutiérrez đã bàng bố hai dự án mới: để có sông Gualcarque tuyên bố một khu vực di sản quốc gia và chính thức tuyên bố Berta Cáceres, người đã bảo vệ sông, một nữ anh hùng dân tộc và đặt tên cho khu vực.
Hậu quả của một cuộc biểu tình sinh viên năm 2017 tại Khoa Khoa học Y khoa tại Universidad Nacional Autónoma de Honduras sau khi bị cáo buộc Cesario Padilla, Moisés Cáceres, và Sergio Ulloa với sự chiếm đoạt của Tòa án Tối cao Honduras, Gutiérrez thấy mình trong số các chính trị gia khác bị buộc tội dàn dựng cuộc biểu tình của Julieta Castellanos.

## Trích dẫn
1. ↑  "Doris Gutiérrez: "No esperábamos una recaída de Chelato"".
2. ↑  ""He vivido la pobreza, pero con dignidad": Doris Gutiérrez".
3. ↑  "Doris Gutiérrez".
4. ↑  "Mis compañeros me han acosado varias veces: Doris Gutíerrez".
5. ↑  "Diputada Doris Gutierrez recibe premio internacional "Maya 2015"".
6. ↑  "Doris Gutierrez presentará proyecto para declarar Rio Gualcarque Patrimonio Nacional".
7. ↑  "Área del río Gualcarque se llamaría "Berta Cáceres"".
8. ↑  "Miembros del MEU se toman la Facultad de Ciencias Médicas".